# Anastasija Potapovová
Anastasija Potapovová (rusky Анастасия Сергеевна Потапова, Anastasija Sergejevna Potapova, * 30. března 2001 Saratov) je ruská profesionální tenistka. Ve své dosavadní kariéře na okruhu WTA Tour vyhrála tři singlové a tři deblové turnaje. V rámci okruhu ITF získala jeden titul ve dvouhře a dva ve čtyřhře.
Na žebříčku WTA byla ve dvouhře nejvýše klasifikována v červnu 2023 na 21. místě a ve čtyřhře v prosinci 2022 na 40. místě. Trénuje ji Igor Andrejev. Dříve tuto roli plnila Irina Doroninová. Připravuje se v Akademii Alexandra Ostrovského v Chimkách.
V juniorském tenisu vyhrála dvouhru ve Wimbleodnu 2016, kde ve finále zdolala Ukrajinku Dajanu Jastremskou. Po skončení se posunula na 1. místo juniorského kombinovaného žebříčku ITF a sezónu 2016 zakončila jako mistryně světa. Ze tří deblových finále juniorských grandslamů odešla poražena.
V ruském týmu Billie Jean King Cupu debutovala v roce 2018 utkáním 2. světové skupiny proti Slovensku, v němž prohrála dvouhru s Viktórií Kužmovou. Slovenky zvítězily 4:1 na zápasy. Do roku 2026 v soutěži nastoupila ke třem mezistátním utkáním s bilancí 1–1 ve dvouhře a 2–0 ve čtyřhře.

## Soukromý život
Na začátku roku 2023 navázala partnerský vztah s ruským tenistkou Alexandrem Ševčenkem. V září téhož roku se zasnoubili a v prosinci 2023 se uskutečnila svatba. Na konečném žebříčku dané sezóny jí patřila 28. příčka a Ševčenkovi pak 48. pozice.

## Tenisová kariéra
V rámci hlavních soutěží událostí okruhu ITF debutovala v listopadu 2015, když na turnaji v turecké Antalyi s dotací 10 tisíc dolarů postoupila z kvalifikace. V úvodním kole podlehla krajance Alise Klejbanovové. Premiérový singlový v této úrovni tenisu vybojovala v březnu 2017 na curitibské události s rozpočtem 25 tisíc dolarů. Ve finále přehrála Američanku Amandu Anisimovou. Bodový zisk ji po skončení poprvé posunul do elitní světové pětistovky, respektive přímo do první dvoustovky žebříčku WTA.

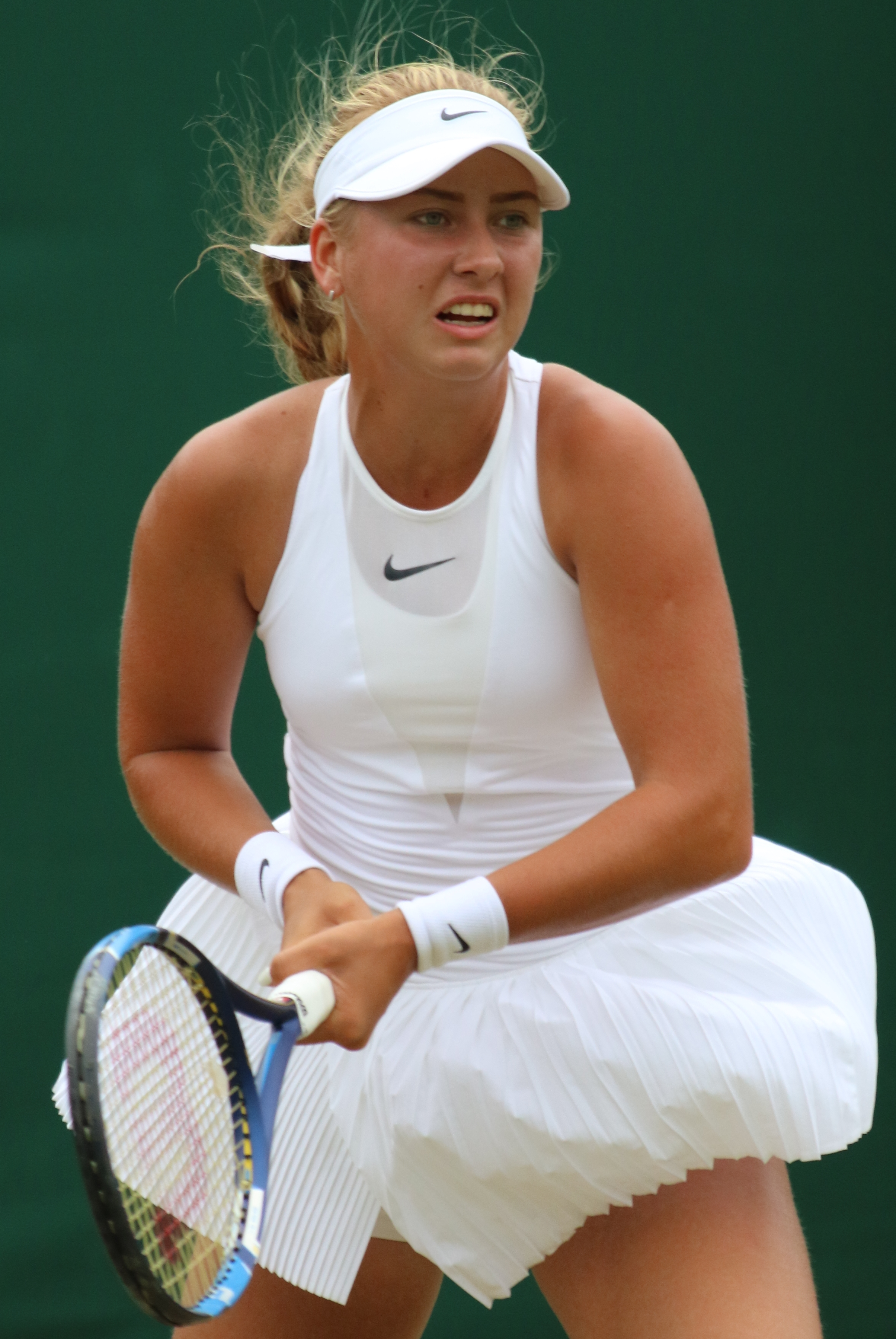
Grandslamový debut prožila ve Wimbledonu 2017

Debut v hlavní soutěži nejvyšší grandslamové kategorie přišel v ženském singlu Wimbledonu 2017 po zvládnuté tříkolové kvalifikaci, v níž na její raketě postupně dohrály Rumunka Patricia Maria Țigová, Turkyně Çağla Büyükakçay a krajanka Jelizaveta Kuličkovová. Úvodní kolo dvouhry, které se pro ni stalo i debutem na okruhu WTA Tour, však proti Němce Tatjaně Mariové skrečovala. Prvního vítězného duelu na majorech dosáhla během Australian Open 2019, kde vyřadila Francouzku Pauline Parmentierovou. Ve druhém kole dohrála na raketě sedmnácté nasazené Američanky Madison Keysové. Při své druhé účasti v hlavní soutěži WTA na halovém St. Petersburg Ladies Trophy 2018 zaznamenala první výhru, když vyřadila Tatjanu Mariovou. Ve druhé fázi ji však zdolala nejvýše nasazená světová jednička Caroline Wozniacká.
Do prvních finále se probojovala na červencovém Moscow River Cupu 2018, premiérovém ročníku turnaje probíhajícím na antuce. Do dvouhry obdržela divokou kartu. V boji o titul podlehla 17leté srbské kvalifikantce Olze Danilovićové ve třech setech. Bodový zisk ji posunul na nové kariérní maximum, ze 204. na 134. příčku. Z deblové moskevské soutěže si připsala první kariérní trofej. S krajankou Věrou Zvonarevovou ve finále hladce porazily rusko-kazachstánskou dvojici Alexandra Panovová s Galina Voskobojevová.

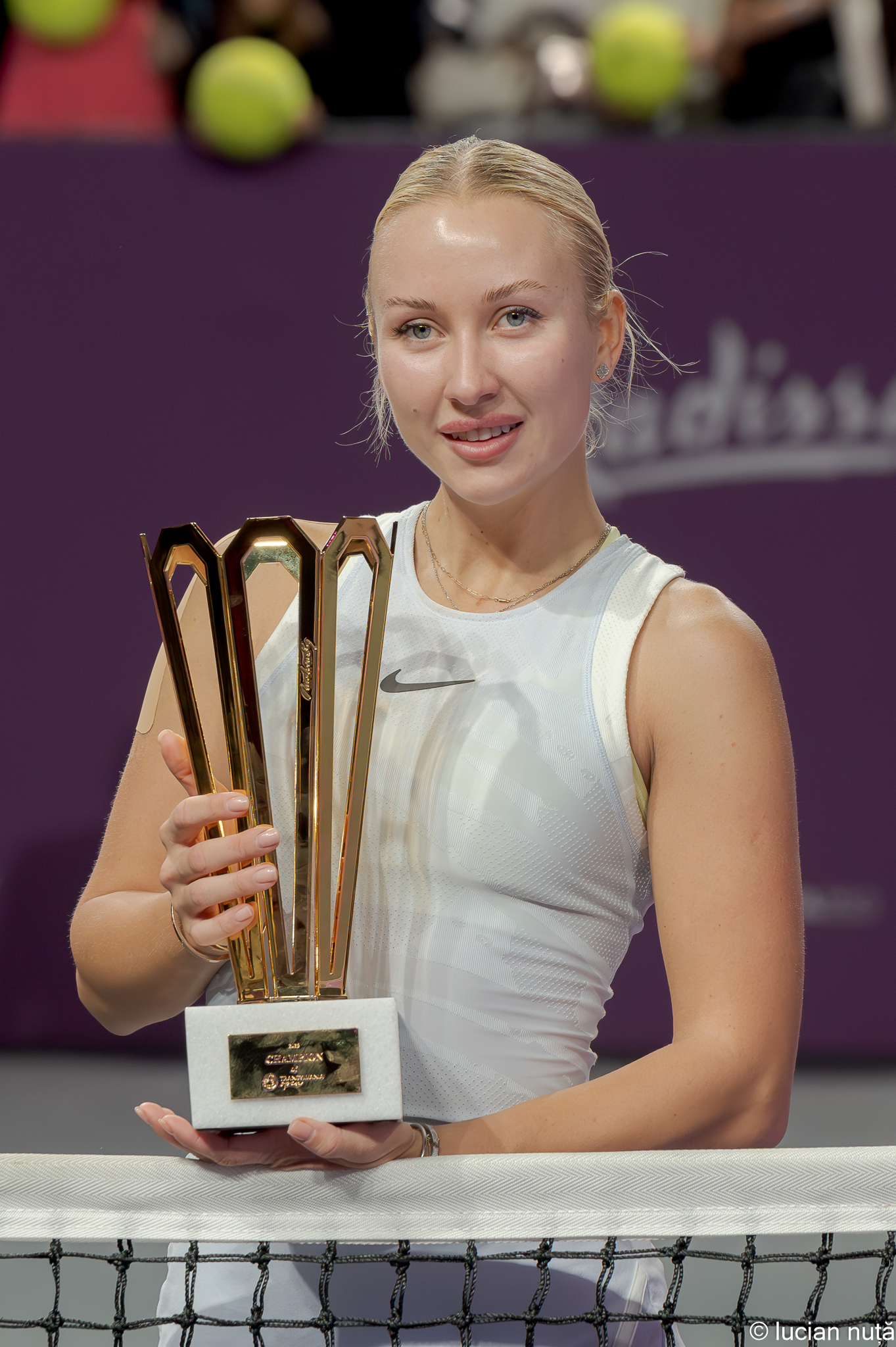
S trofejí z Transylvania Open 2025

Druhé semifinále i finále kariéry si zahrála na Tashkent Open 2018, kde se do hlavní soutěže probojovala z kvalifikace. Mezi poslední čtveřicí zdolala Ukrajinku Katerynu Kozlovovou. V závěrečném duelu však podlehla 24leté krajance Margaritě Gasparjanové. Jednalo se o nejkratší taškentské finále trvající 61 minut. Bodový zisk jí zajistil debutový průnik do elitní světové stovky. Přes Rumunku Soranu Cîrsteaovou postoupila do semifinále Hungarian Ladies Open 2019, v němž ji stopku vystavila osmá nasazená Markéta Vondroušová. Druhou singlovou trofej přidala na halovém Upper Austria Ladies Linz 2023, turnaji přeloženém z listopadu na únor. Do finále postoupila přes Vondroušovou. V něm pak porazila o jedenáct let starší turnajovou šestku Petra Martićovou, když Chorvatce dovolila uhrát jen čtyři gamy. Bodový zisk ji poprvé posunul do světové čtyřicítky, na 31. příčku žebříčku, a o dva týdny později se stala členkou světové třicítky.

## Finále na okruhu WTA Tour
| Legenda                                      |
| -------------------------------------------- |
| D – dvouhra; Č – čtyřhra                     |
| Grand Slam (0)                               |
| Turnaj mistryň (0)                           |
| Premier Mandatory & Premier 5 / WTA 1000 (0) |
| Premier / WTA 500 (0)                        |
| International / WTA 250 (3–3 D, 3–1 Č)       |

### Dvouhra: 6 (3–3)
| Stav       | č. | datum             | turnaj              | kategorie     | povrch    | soupeřka ve finále     | výsledek           |
| ---------- | -- | ----------------- | ------------------- | ------------- | --------- | ---------------------- | ------------------ |
| Finalistka | 1. | 29. července 2018 | Moskva, Rusko       | International | antuka    | Olga Danilovićová      | 5–7, 7–6(7–1), 4–6 |
| Finalistka | 2. | 29. září 2018     | Taškent, Uzbekistán | International | tvrdý     | Margarita Gasparjanová | 2–6, 1–6           |
| Vítězka    | 1. | 24. dubna 2022    | Istanbul, Turecko   | WTA 250       | antuka    | Veronika Kuděrmetovová | 6–3, 6–1           |
| Finalistka | 3. | 31. července 2022 | Praha, Česko        | WTA 250       | tvrdý     | Marie Bouzková         | 0–6, 3–6           |
| Vítězka    | 2. | 12. února 2023    | Linec, Rakousko     | WTA 250       | tvrdý (h) | Petra Martićová        | 6–3, 6–1           |
| Vítězka    | 3. | 9. února 2025     | Kluž, Rumunsko      | WTA 250       | tvrdý (h) | Lucia Bronzettiová     | 4–6, 6–1, 6–2      |

### Čtyřhra: 4 (3–1)
| Stav       | č. | datum             | turnaj               | kategorie     | povrch | spoluhráčka      | soupeřky ve finále                         | výsledek         |
| ---------- | -- | ----------------- | -------------------- | ------------- | ------ | ---------------- | ------------------------------------------ | ---------------- |
| Vítězka    | 1. | 29. července 2018 | Moskva, Rusko        | International | antuka | Věra Zvonarevová | Alexandra Panovová Galina Voskobojevová    | 6–0, 6–3         |
| Vítězka    | 2. | 21. července 2019 | Lausanne, Švýcarsko  | International | antuka | Jana Sizikovová  | Monique Adamczaková Chan Sin-jün           | 6–2, 6–4         |
| Finalistka | 1. | 19. února 2021    | Melbourne, Austrálie | WTA 250       | tvrdý  | Anna Blinkovová  | Ankita Rainová Kamilla Rachimovová         | 6–2, 4–6, [7–10] |
| Vítězka    | 3. | 31. července 2022 | Praha, Česko         | WTA 250       | tvrdý  | Jana Sizikovová  | Angelina Gabujevová Anastasija Zacharovová | 6–3, 6–4         |

## Tituly na okruhu ITF
| Dotace okruhu ITF | Dotace okruhu ITF |
| ----------------- | ----------------- |
| Turnaje 100 000 $ |                   |
| Turnaje 80 000 $  |                   |
| Turnaje 50 000 $  |                   |
| Turnaje 25 000 $  |                   |
| Turnaje 15 000 $  |                   |

### Dvouhra (1 titul)
| č. | datum       | turnaj             | kategorie | povrch | soupeřka ve finále | výsledek           |
| -- | ----------- | ------------------ | --------- | ------ | ------------------ | ------------------ |
| 1. | březen 2017 | Curitiba, Brazílie | 25 000    | tvrdý  | Amanda Anisimovová | 6–7(7–9), 7–5, 6–2 |

### Čtyřhra (2 tituly)
| č. | datum         | turnaj        | kategorie | povrch    | spoluhráčka        | soupeřky ve finále                      | výsledek |
| -- | ------------- | ------------- | --------- | --------- | ------------------ | --------------------------------------- | -------- |
| 1. | květen 2017   | Chimki, Rusko | 25 000    | tvrdý (h) | Olesja Pervušinová | Jekatěrina Kazionovová Darja Kružkovová | 6–0, 6–1 |
| 2. | červenec 2017 | Praha, Česko  | 80 000    | antuka    | Dajana Jastremská  | Mihaela Buzărnescuová Aljona Fominová   | 6–2, 6–2 |

## Finále juniorky Grand Slamu

### Dvouhra juniorek: 1 (1–0)
| Stav    | rok  | turnaj    | povrch | soupeřka ve finále | výsledek |
| ------- | ---- | --------- | ------ | ------------------ | -------- |
| Vítězka | 2016 | Wimbledon | tráva  | Dajana Jastremská  | 6–4, 6–3 |

### Čtyřhra juniorek: 3 (0–2)
| Stav       | rok  | turnaj      | povrch | spoluhráčka        | soupeřky ve finále                      | výsledek         |
| ---------- | ---- | ----------- | ------ | ------------------ | --------------------------------------- | ---------------- |
| Finalistka | 2015 | US Open     | tvrdý  | Anna Kalinská      | Viktória Kužmová Alexandra Pospělovová  | 5–7, 2–6         |
| Finalistka | 2016 | French Open | antuka | Olesja Pervušinová | Paula Arias Manjónová Olga Danilovićová | 6–3, 3–6, [8–10] |
| Finalistka | 2017 | French Open | antuka | Olesja Pervušinová | Bianca Andreescuová Carson Branstineová | 1–6, 3–6         |